# Fritz Buntrock
Fritz Wilhelm Buntrock (* 8. März 1909 in Osnabrück; † 24. Januar 1948 in Krakau) war ein deutscher SS-Unterscharführer und Rapportführer im KZ Auschwitz-Birkenau sowie verurteilter Kriegsverbrecher. 

## Leben
Buntrock, von Beruf Schmied, trat 1935 der SS (SS-Nummer 259.831) und zum 1. Mai 1937 der NSDAP bei (Mitgliedsnummer 4.435.972). Während des Zweiten Weltkrieges war Buntrock von Juli 1942 bis August 1944 im Vernichtungslager Auschwitz-Birkenau eingesetzt, wo er unter anderem im „Theresienstädter Familienlager“ durchgehend Rapportführer und Lagerleiter war. Buntrock begleitete als Rapportführer des Zigeunerlagers Auschwitz Anfang August 1944 dessen Auflösung und den Abtransport der dortigen Häftlinge in die Gaskammern des KZ Auschwitz-Birkenau. Aufgrund seines brutalen Auftretens erhielt er im Lager den Spitznamen Bulldogge. Von Buntrock stammt der Ausspruch: „Wo ich hinhau, wächst kein Gras mehr.“ Er erhielt das Kriegsverdienstkreuz II. Klasse mit Schwertern.
Nach Kriegsende wurde Buntrock im Krakauer Auschwitzprozess vor dem Obersten Nationalen Tribunal Polens am 22. Dezember 1947 zum Tode durch den Strang verurteilt und am 24. Januar 1948 hingerichtet.